# Ivan Pulyui
Ivan Pulyui (em ucraniano:  Іван Пулюй, em alemão:  Johann Puluj) (2 de fevereiro de 1845 — Praga, 31 de janeiro de 1918) foi um físico ucraniano.